# Legamento peroneo-calcaneare
Il legamento peroneo-calcaneare è un legamento stretto e arrotondato, che va dalla punta del malleolo laterale della fibula verso il basso e leggermente all'indietro fino a un tubercolo sulla superficie laterale del calcagno. Fa parte del legamento collaterale laterale, che si oppone all'iperinversione dell'articolazione subtalare, come avviene nella comune distorsione alla caviglia. 
È coperto dai tendini del muscolo peroneo lungo e dal muscolo peroneo breve.